# Grimbergse Oorlogen
In de Grimbergse Oorlogen streden de graven van Leuven van 1139 tot 1159 tegen hun opstandige vazallen de Berthouts, heren van Grimbergen en Mechelen. De oorlog eindigde met de verwoesting van de burcht van de Berthouts, waarna deze zich onderwierpen. Ze bleven tot de hoge adel van Brabant behoren.

## Geschiedenis
De voornaamste bron over het conflict is een summiere passage in de annalen van de Abdij van Affligem, genaamd Auctarium Affligemense (ca. 1148 - ca. 1164). De Berthouts waren heren van Mechelen (een achterleen van de bisschoppen van Luik), maar beschikten met het Land van Grimbergen ook over een omvangrijk leengoed binnen het landgraafschap Brabant. Met hun rebellie tegen hun Brabantse leenheer, waarbij zich ook andere dorpsheren uit West-Brabant aansloten, poogden ze zich te ontvoogden van de graven van Leuven. Die waren op dat ogenblik ook hertog van Neder-Lotharingen en landgraaf van Brabant, maar wegens de minderjarigheid van Godfried III van Leuven was hun militair gezag sterk verzwakt. Na afloop van de Grimbergse Oorlogen werden de Berthouts opgenomen bij de hertogelijke ministerialen en werden ze trouwe vazallen van de hertogen van Brabant.
De Berthouts liggen aan de basis van vele stichtingen en begunstigden abdijen, kloosters en kerken in West-Brabant en Mechelen. Verscheidene leden van het geslacht namen ook deel aan de kruistochten.

## Episch gedicht
Een Middelnederlands episch gedicht uit de 14e eeuw geeft een nogal legendarisch relaas van de Grimbergse Oorlogen weer. Het wordt historiografisch niet altijd als een betrouwbaar verslag beschouwd (uitgegeven door C.P. Serrure en Ph. Blommaert in 1852-1854).

## Manneken Pis van Brussel

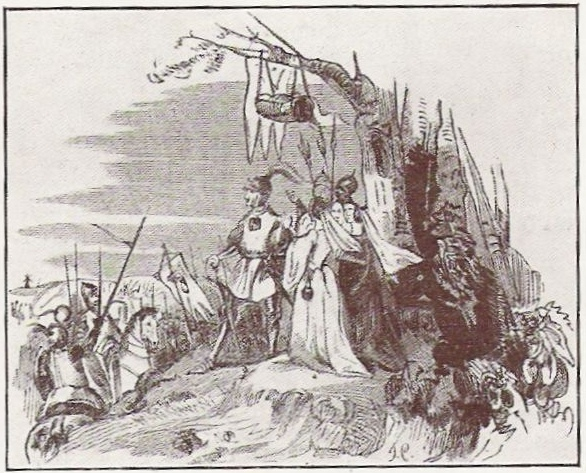
Godfried III van Brabant in zijn wieg aan de tak van een eik tijdens de Slag bij Ransbeek.

Een legende verhaalt dat de jonge hertog Godfried III van Brabant zijn vaderlijk paleis zou zijn ontvlucht toen hij nog maar zes jaar oud was. Hij slenterde rond in Brussel met een paar kinderen van ongeveer dezelfde leeftijd. Dienstboden, die naar hem op zoek waren, vonden hem op de plaats waar zich nu de fontein bevindt. Zoals hij daar toen stond, staat hij er nu nog steeds als standbeeldje. Sommigen zijn echter van mening dat het beeldje is gemaakt naar aanleiding van de Slag bij Ransbeek nabij Vilvoorde. Toen hertog Godfried III van Brabant twee jaar oud was, stierf zijn vader. Na diens dood verklaarden twee edellieden aan het hof, Walter van Mechelen en Geeraard van Grimbergen van het geslacht Berthout, de jonge hertog de oorlog. De voogden van de jonge hertog vroegen hulp aan de graaf van Vlaanderen. Hij verleende zijn hulp, maar zijn soldaten wilden weten voor wie ze moesten vechten. Daarom werd de kleine aan de soldaten getoond en vervolgens meegenomen naar het slagveld. Daar werd de wieg aan een boomtak gehangen tijdens het gevecht dat drie dagen duurde. Uiteindelijk werden de opstandelingen verslagen. Ook de jonge hertog had zijn aandeel in het geheel. Enkele keren per dag ging hij rechtop staan in zijn wieg en zorgde vervolgens er voor dat zijn straal met kracht over de rand vloog. Om dit heuglijke feit niet te vergeten werd de eik, waaraan de wieg had gehangen, naar Brussel verplaatst en geplant in een straat in het centrum die men de naam Eikstraat gaf. Direct naast de boom werd een standbeeld opgericht van een kind dat plassend zijn behoefte doet.

## Referentie
- De Grimbergsche oorlog. Ridderdicht uit de XIVe eeuw, ed. Ph. Blommaert - C.P. Serrure, 2 dln., Gent, 1852-1854. (gedigitaliseerd door de Digitale bibliotheek voor de Nederlandse letteren)

## Voetnoten
1. ↑  Monumenta Germaniae Historia, Scriptores, vol. 6, 1826, p. 404